# Брус (графство)
Гра́фство Брус — графство в Юго-Западном Онтарио, области в канадской провинции Онтарио. Администрация графства находится в Волкертоне. Численность населения по данным переписи 2006 года составляет 65 349 человек, что делает графство Брус 36-м по величине муниципальным образованием Онтарио (из 40) .
Название графства связано с полуостровом Брус и одноимённым маршрутом, который проходит через него. Официально же графство названо в честь Джеймса Брюса, шестого генерал-губернатора провинции Канада.
На территории графства расположен национальный парк Брус. Среди значимых городов Тобермори и Уайартон, дом предсказателя погоды сурка Виартон Вилли.